# Escultura de Santa Bárbara
La escultura de Santa Bárbara es una obra de Domenico Gaggini realizada entre 1452 y 1458. La obra tiene elementos tanto del Gótico como del Renacimiento o Humanismo, debido a que su estilo transita entre ambos periodos.

## Descripción
La escultura es una talla de mármol que representa a santa Bárbara con gesto dulcísimo y de pie sobre una base que reproduce un castillo donjonado, es decir, en el que la torre central es más elevada que las dos restantes. Las tres ventanas del castillo —símbolo de la Santísima Trinidad— dan continuidad al relato del sufrimiento de Santa Bárbara, a quien se considera, dentro del paleocristianismo, como una de sus primeras mártires.
La santa sostiene en la mano izquierda el cáliz mientras con la derecha sujeta la hostia consagrada. Un largo velo la viste como símbolo del episodio en el que un ángel cubrió su desnudez frente a las miradas lascivas a las que su padre la expuso cuando la exhibió desnuda, luego de negarse a renunciar al cristianismo. Bárbara no posee los atributos característicos como la palma del martirio, la corona y la espada con la que fue decapitada. La hostia y el cáliz dan cuenta de su entrega por amor incondicional.
La obra fue adquirida por Fundación Carlos Slim en el 2007 y se encuentra en Museo Soumaya de la Ciudad de México.